# Parti communiste d'Estonie
Le Parti Communiste d'Estonie (en estonien: Eestimaa Kommunistlik Partei, en russe: Kommunisticheskaya partiya Estonii; EKP) était un parti politique d'Estonie.
L'EKP est créé le 5 novembre 1920 lorsque le Comité Central des sections estoniennes du Parti Communiste (bolchevique) de Russie se retrouve séparé du parti mère à la suite de la déclaration d'indépendance de l'Estonie. Durant la première moitié des années 1920, les communistes espèrent le déclenchement d'une révolution mondiale à courte échéance et les communistes estoniens en particulier pensent encore retrouver leur popularité d'antan. La crise économique et sociale alimentait cet espoir. Les membres actifs du parti devaient non seulement se préparer pour cet avènement mais également être prêts à participer à des actions illégales telles que l'organisation de conspirations, le transport d'armes et de matériel de propagande communiste, la dissimulation d'agents secrets et la collecte d'informations pouvant être utilisées pour la future révolution. Les objectifs du parti étaient donc en conflit avec le régime démocratique en place. Étant prête à mener des actions illégales, le parti communiste estonien ne chercha jamais à être légalisé. La prise de pouvoir par un soulèvement armé et l'intégration de l'Estonie au sein de l'URSS restaient au cœur de leur programme.
Bien que l'EKP ait beaucoup perdu de sa popularité par rapport à 1917, il dispose encore  dans la première moitié des années 1920 d'un large soutien populaire dans le prolétariat ouvrier, ainsi que parmi certains paysans sans terre, chômeurs, enseignants et étudiants en particulier  là où le mouvement syndical est solidement implanté. Au cours des élections parlementaires, l'EKP disposait toujours d'au moins 5 % des votes. Mais ce soutien disparait pratiquement complètement après la tentative de coup d'état du 1er novembre 1924 et le nombre de membres du parti chute à moins de 200 personnes et se maintient à un chiffre très bas jusqu'en 1940 : selon les propres documents du Parti estonien, il n'y avait que 150 membres du parti lorsque l'Union Soviétique envahit l'Estonie en juillet 1940.  

## Historique
Au début du XIXe siècle les sections du Parti ouvrier social-démocrate de Russie (POSDR)  en territoire estonien sont déchirés, comme dans le reste de l'Empire russe, par les divisions entre bolchéviques et menchéviques. En 1912 les bolchéviques commencent à publier le journal Kiir à Narva. En juin 1914 le parti prend la décision de créer un Comité spécial du POSDR d'Estonie qui est baptisé Comité de la Baltique nord du RDSLP (en estonien Põhja-Balti Komitee).
Après la Révolution de février, la popularité du parti croit fortement en Estonie comme dans le reste de l'Empire russe grâce à ses revendications : arrêt immédiat de la guerre avec l'Allemagne, réforme rapide de la propriété agricole et, initialement du moins, prise en compte des revendications nationales (en particulier adoption de l'estonien comme langue officielle à l'identique du russe). Durant l'été 1917 les bolchéviques et ceux qui les appuient prennent le contrôle du soviet de Tallinn.
Fin 1917, les bolchéviques estoniens sont dans une position très favorable en Estonie, bien plus qu'en Russie : ils contrôlent la vie politique et ont une large soutien populaire. Pour les élections de l'Assemblée Constituante russe, ils obtiennent 40,2 % des votes et quatre des huit sièges de l'Estonie à la Douma. Mais cette popularité commence à décliner à partir de cette date. par ailleurs le parti ne parvient pas à nouer des alliances. Ses opposants du bloc démocratique concluent un accord avec le parti socialiste, les menchéviques et le parti des socialistes révolutionnaires. Tous ces partis ont des programmes différents mais partagent le souhait d'une Estonie indépendante à la manière de la Finlande et d'une redistribution des terres aux paysans. Les bolchéviques ont bien fait de la langue estonienne une langue officielle mais ils prévoient que l'Estonie soit intégrée la Russie soviétique. En ce qui concerne la réforme de la propriété agricole, les bolchéviques estoniens prévoient une collectivisation immédiate des terres.
L'invasion de l'Estonie par l'Allemagne fin février 1918 met fin au régime des bolchévique dans la région. Le parti continue par la suite à fonctionner en exil en Russie.
Après l'armistice allemand de novembre 1918, lorsqu'un gouvernement estonien prend le pouvoir, le parti avec l'aide de troupes soviétiques attaque le nouvel état. Cependant, sa popularité a fortement décru et il ne parvient pas à mobiliser les masses en sa faveur. Une commune des travailleurs estoniens est mise en place mais avec une influence réelle limitée. Le parti est réorganisé en un Comité Central des sections estoniennes du Parti Communiste Russe (en estonien Partei Eesti Sektsioonide Keskkomitee). Après la guerre, l'Estonie étant devenue indépendante, le parti redevient un parti indépendant du Parti Communiste Russe et prend l'appellation de Parti Communiste d'Estonie (EKP).
En 1919, les membres les plus à gauche du Parti socialiste révolutionnaire estonien rejoignent le Parti communiste.

### Fusion avec le CPSU
En 1940, l'EKP fusionne avec le Parti communiste de l'Union soviétique et devient l'EKbP (b pour bolchévique). Beaucoup des dirigeants estoniens des débuts du parti sont chassés dans les années 1950 et remplacés par des estoniens nés et élevés en Russie qualifiés à cause de leur accent de  « Ïestoniens ».

### Éclatement du parti en 1990
En 1990, l'EKP éclate à la suite de l'effondrement de l'Union Soviétique et de l'indépendance des pays baltes. La majorité, favorable à cette indépendance, décide de rompre les liens avec le Parti Communiste d'Union Soviétique et crée le Parti ouvrier social-démocrate Estonien. Les membres de la ligne dure pro-soviétique reconstituent le Parti Communiste d'Estonie qui est cependant interdit par les autorités.

### Premiers secrétaires du parti communiste d'Estonie
- Karl Säre 28 aout 1940 1940 - 1943
- Nikolai Karotamm (en exil en URSS) 1943 - 28 septembre 1944
- Nikolai Karotamm 28 septembre 1944 - avril 1950
- Johannes Käbin avril 1950 - 26 juillet 1978
- Karl Vaino 26 juillet 1978 - 16 juin 1988
- Vaino Väljas 16 juin 1988 - avril 1990

### Président du Parti Communiste d'Estonie
- Vaino Väljas (le rôle de dirigeant du parti a été aboli en 1990) avril 1990 - août 1991

### Communistes estoniens célèbres
- Viktor Kingissepp
- Jakob Palvadre
- Harald Tummeltau
- Jaan Anvelt
- Karl Säre
- August Kork
- Johannes Vares